# Austnesfjorden
Austnesfjorden er en fjordarm af Vestfjorden på sydøstsiden af Austvågøya i Vågan kommune i Lofoten i Nordland fylke i Norge.
Fjorden har indløb mellem flyvepladsen på Helle (Nygårdsodden) i vest og holmen Barden i øst og går 13 kilometer mod nord-nordøst til Laupstad. På vestsiden, fra nord, går Vestpollen, Sildpollen, Vatterfjorden og bugten Husvågen af, mens Austpollen går fra Austnesfjorden i nordøst.
Europavej E10 går langs en spredt bebyggelse på vestsiden til Laupstad og fortsætter mod nord over det smalle ejd til bunden af Sløverfjorden. Der går en lokal vej på østsiden til den mindre bygd Liland.